# Hohentengen am Hochrhein
Hohentengen am Hochrhein (letteralmente: «Hohentengen all'Alto Reno») è un comune tedesco di 3 625 abitanti, situato nel land del Baden-Württemberg.